# Retrocausalidade

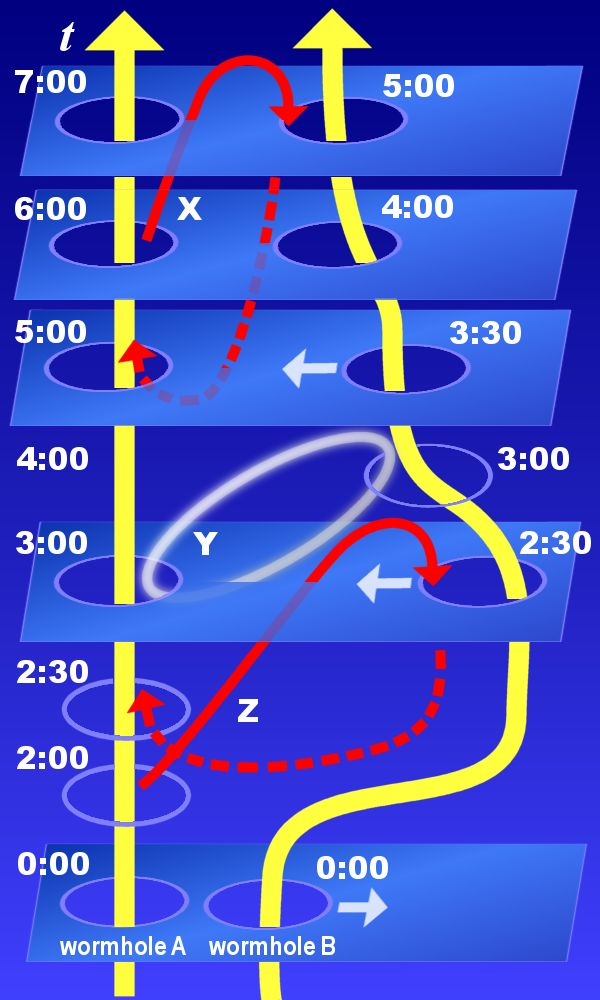
Hipótese de viagem no tempo mediante buracos de minhoca, uma das hipóteses que pudessem provar a retrocausalidade, dando solução às curvas fechadas de tipo tempo.

A retrocausalidade refere-se quaisquer dos fenômenos ou processos hipotéticos capazes de inverter a causalidade, permitindo que um efeito preceda a sua causa — e.g. que o eco preceda a voz, a detonação o tiro... — é primariamente um experimento mental, dentro da filosofia da ciência, baseado em elementos da ciência física, que se foca nas seguintes questões: Pode o que ocorre no futuro afetar o presente?, e pode o presente afetar o passado?
As considerações filosóficas a respeito da flecha do tempo e da viagem no tempo frequentemente enfrentam problemas relacionados à retrocausalidade. Embora se tenham proposto algumas teorias como formas de retrocausalidade, não existem observações científicas provadas ao respeito. Com exceção do recente artigo publicado na Nature Physics onde uma equipe de pesquisadores da Universidade Nacional da Austrália liderados por Andrew Truscott, verificou que uma medição futura estava a afetar o caminho que o átomo já havia percorrido.

## Na filosofia

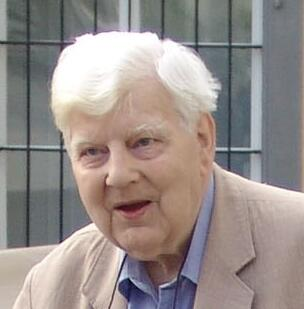
Michael Dummett, filósofo britânico e defensor da retrocausalidade.

Os esforços filosóficos para entender a causalidade remontam à Antiguidade, até a figura de Aristóteles e as suas disquisições a respeito do primeiro motor ou motor imóvel; porém, a ideia de que a flecha do tempo pode ser invertida é muito mais recente.
Na realidade, a retrocausalidade foi sempre considerada uma contradição em si mesma, dado que, como já indicara o filósofo do século XVIII David Hume, ao examinar dois eventos relacionados, a causa, simplesmente, por definição, é o acontecimento que precede o efeito (é o interruptor que ativa a luz, e não à inversa). Ainda, a capacidade de influir no passado sugere que os acontecimentos pudessem ser negados pelos seus próprios efeitos, originando um paradoxo físico, a mais conhecida é o paradoxo do avô (se viajo para o passado e mato o meu avô antes que este conheça a minha avó, como é que estou eu aqui para viajar para o passado e fazê-lo).
Na década de 1950, o filósofo Michael Dummett manifestou-se contra de tais travas, afirmando que não existe objeção filosófica alguma a que os efeitos precedam as causas. Este argumento foi refutado pelo seu colega Anthony Flew e, mais tarde, por Max Black, que criticou o fácil que era fazer tais afirmações, pois o observador sempre poderá intervir nos efeitos que escolha. Um argumento posterior, relacionado ao livre-alvedrio, encontra-se no chamado paradoxo de Newcomb.
Certos filósofos essencialistas propusseram outras teorias, como a que contempla a existência de "forças causais genuinas na Natureza".
Posteriores pesquisas filosóficas sobre este assunto incorporaram aspectos da física moderna, incluindo a partícula hipotética denominada táquion (uma partícula que supostamente viaja mais rápido que a luz, pelo qual é capaz de atingir o passado), assim como certos aspectos da simetria do tempo dentro da mecânica quântica. Jan Faye, da Universidade de Copenhague, arguiu que as objeções lógicas a uma viagem no tempo no plano macroscópico não têm por que impedir a retrocausalidade em outros níveis (e.g. microscópicos). Até mesmo se tais efeitos fossem possíveis não seriam capazes de produzir diferentes efeitos que os que resultariam de relações causais normais.
A filósofa holandesa Jeanne Peijnenburg, da Universidade de Groningen, apela para a retrocausalidade para descrever como uma imaginação expandida pode ser capaz de redefinir ou até mesmo alterar acontecimentos passados, resultando em mudanças na personalidade e na percepção presentes. No entanto, de acordo com o seu colega holandês Cornelis van Putten, não há necessidade de modificar o passado para conseguir os resultados que Peijnenburg propõe.

### Modelos históricos
À medida que crescia a moderna compreensão da física de partículas, a retrocausalidade ia sendo empregada como ferramenta para explicar invulgares ou pouco conhecidos fenômenos no seu momento, incluindo o eletromagnetismo e a antimatéria.

Neste diagrama de Feynman, que representa uma neutralização elétron—pósitron, o tempo discorre de esquerda a direita. Se interpretarmos que representa um fenômeno retrocausal, o elétron não se destrói, mas transforma-se em positrão, deslocando-se para atrás no tempo.

Os físicos John Wheeler e Richard Feynman propuseram faz tempo uma teoria usando a retrocausalidade e uma forma temporária de interferência destrutiva para explicar a ausência de um tipo de onda convergente concêntrica sugerida por certas soluções das equações de Maxwell. Tratar-se-ia das chamadas “ondas avançadas”, que voltariam atrás no tempo; estas, porém, não foram observadas experimentalmente até o presente, e inferiu-se que pode ser tratado simplesmente de uma interpretação matemática para descrever ondas normais.

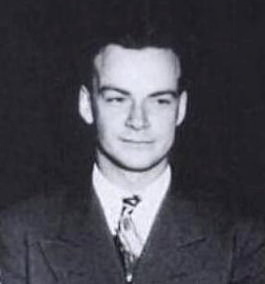
Richard Feynman.

Feynman empregou assim mesmo a retrocausalidade para provar um modelo teórico do pósitron, reinterpretando as soluções de energia negativa presentes na equação de Dirac. Neste modelo, os elétrons movem-se atrás no tempo, possuindo carga elétrica positiva. Wheeler postulou este conceito para explicar as propriedades compartilhadas por todos os elétrons, afirmando enigmaticamente que “todos os elétrons são o mesmo elétron” com uma complexa e auto-intersecante linha de universo.
Yoichiro Nambu aplicou esta teoria à produção e aniquilação mútua de pares de partículas-antipartículas, afirmando: 
| “ | A eventual criação e aniquilação de pares pode acontecer neste momento e não deve ser interpretada como tal criação-aniquilação, mas apenas como uma mudança de direção no movimento das partículas, do passado para o futuro ou do futuro para o passado. | ” |

Ainda que as recentes descobertas sobre a antimatéria deixaram obsoleta esta interpretação, é ainda empregada com fins conceituais, como nos diagramas de Feynman.

### Questões atuais
Temas candentes em física, sobretudo relacionados à síntese da gravidade einsteiniana com a mecânica quântica, sugestionam que a retrocausalidade pode ser possível em circunstâncias determinadas.
Como se viu, a retrocausalidade, ao inverter a causalidade, pode indicar uma volta no tempo. Assim, a curva fechada de tipo tempo (aquela que permite o acesso ao passado) provém de soluções exatas à equação de campo de Einstein. Embora estas curvas não pareçam existir em condições normais, circunstâncias extraordinárias do espaço-tempo, como os buracos de minhoca ou as regiões próximas às cordas cósmicas, poderiam facilitar a sua formação. A matéria estranha ou os defeitos topológicos cósmicos requeridos para a criação destas condições, ainda não foram observados.
Neste sentido, o físico Stephen Hawking sugeriu um mecanismo, que ele denomina conjetura de proteção da cronologia, que destruiria toda curva fechada de tipo tempo antes de poder ser usada. Contudo, estas objeções à existência de curvas de tipo tempo não são universalmente aceites.

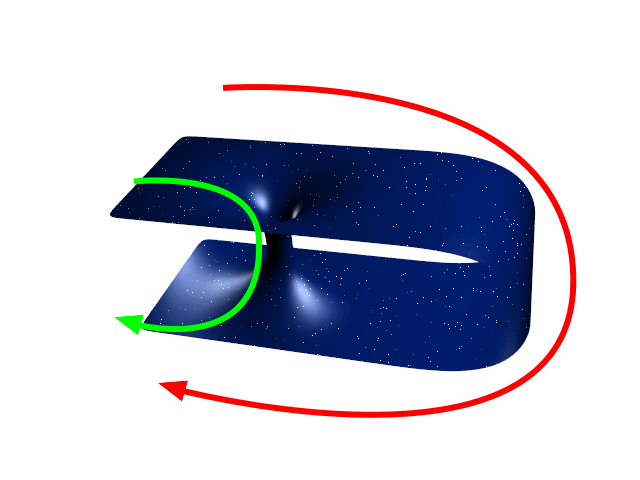
Esquema de um buraco de minhoca que permite, tecnicamente, a viagem no tempo.

A retrocausalidade foi também proposta como mecanismo explicativo do que Albert Einstein chamou "ação fantasmagórica a distância" ("spooky action at a distance"), que ocorreria como resultado do entrelaçamento quântico. Ainda que o ponto de vista dominante seja que os efeitos de tal entrelaçamento não requerem uma comunicação direta entre as partículas envolvidas, Costa de Beauregard propôs uma teoria alternativa. O físico John Cramer, da Universidade de Washington, apresentou o design de um experimento para provar esta teoria na Associação Americana para o Avanço da Ciência, recebendo certa atenção por parte dos mídia, se bem que o experimento não fosse levado a cabo desde a sua formulação em 2006. Contudo, a retrocausalidade foi proposta como uma explicação para a chamada experiência da borracha quântica), um experimento da mecânica quântica que encontra complementariedade no comportamento de onda e de partícula de agentes quânticos, quando normalmente, segundo as leis de Bohr, estas não podem ser exibidas ao mesmo tempo.
A partícula superlumínica hipotética denominada táquion —proposta no contexto da teoria de cordas bosônica e de outros campos da física de alta energia—, ao superar a velocidade da luz, movimentar-se-ia para atrás no tempo. Em que pese à sua frequente descrição nos romances de ciência-fição como método para enviar mensagens para o passado, as teorias que predizem os táquions não permitem que interatuem com a matéria normal “desse tempo”, de modo que possam violar a causalidade entendida tradicionalmente. De jeito específico, o princípio de reinterpretação de Feinberg julga impossível a construção de um detector de táquions capaz de receber informação desse tipo.